# Вахіді
Султанат Вагіді (араб. سلطنة الواحدي Салтанат аль-Вагідійя) — арабська держава, що існувала на території нинішніх мухафаз (провінцій) Хадрамаут та Шабва в Південному Ємені з XVII століття до 1830 і в 1962–1967. На чолі султанату стояла династія Аль-Вагіді.

## Історія
Султани Аль-Вагіді відомі з XVII століття.
До 1830 існував Вагідський Султанат Бальгаф (іноді просто Султанат Вагіді) зі столицею Габбан. У 1830, після періоду правління султана Абдаллу бін Агмада аль-Вагіді (1810–1830), єдиний султанат був поділений між його родичами на чотири частини:
1. Султанат Вагіді Бальгаф
2. Султанат Вагіді Аззана зі столицею Аззана
3. Вілаєт Вагіді Бір Алі Амакін
4. Султанат Вагіді Габбан.

Після цього почався поступовий зворотний процес: уже 4 травня 1881, коли на чолі Султанату Вагіді Бальхаф став султан Абдалла Умар, султанати Вагіді Аззана і Вагіді Бальхаф об'єдналися в одну державу Бальгаф ва Аззана Аль-Вагіді.

### Під британським управлінням
У XIX столітті держави Вагіді починають входити в сферу британських інтересів в Південній Аравії. У 1888 об'єднаний султанат Бальхаф ва Аззана Аль-Вагіді, підписавши з Великою Британією договір про захист, увійшов до складу британського Протекторату Аден до 1917.

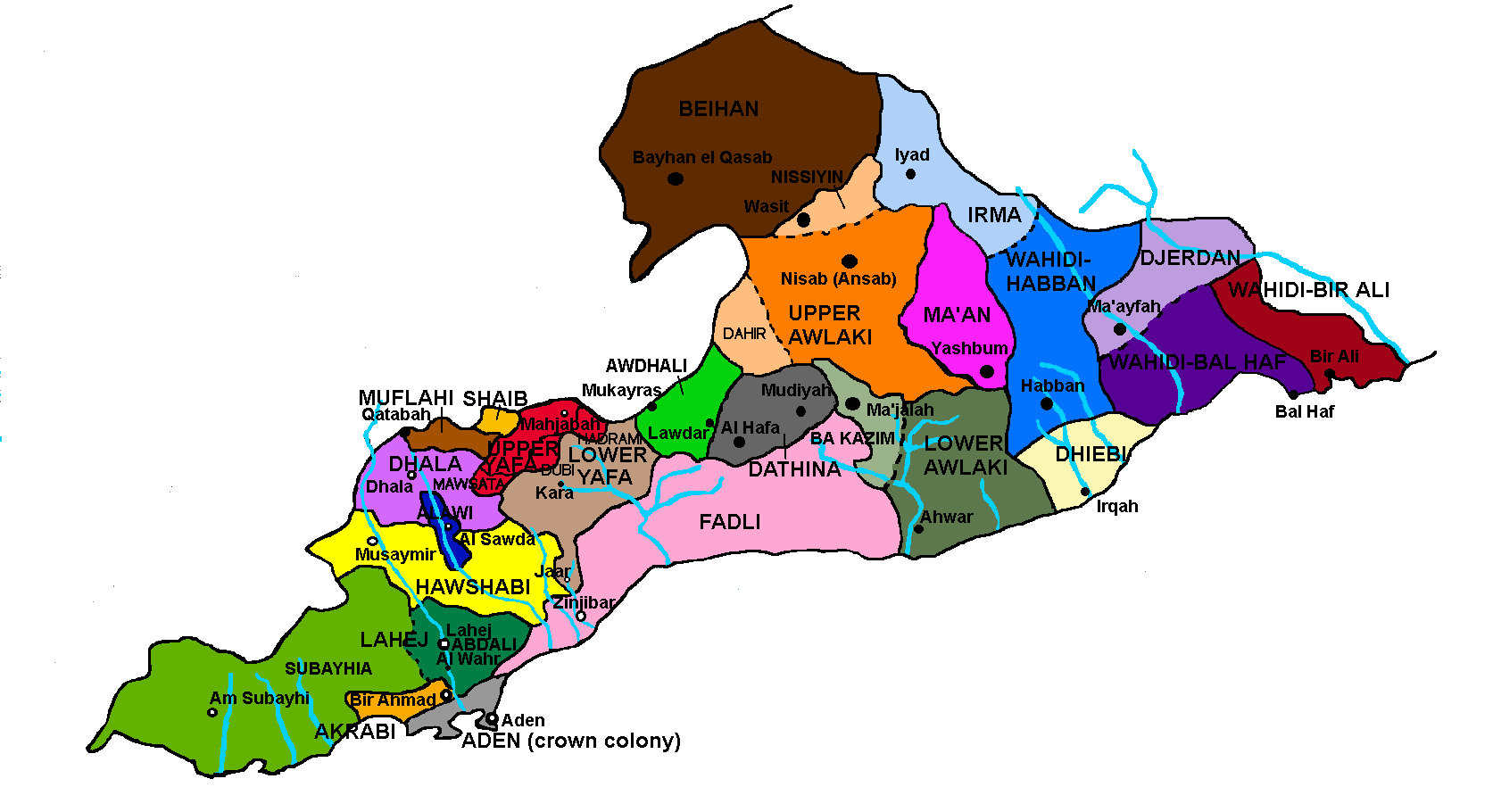
Мапа Західного Аденської протекторату

У 1895 до складу цього протекторату увійшов вілайєт Вагіді Бір Алі Амакін, а в 1888 — султанат Вагіді Габбан.
Султанат Вагіді був частиною Західного Аденського протекторату в 1917–1937, а потім Східного протекторату Аден у 1937–1961.
До 1962 султану султанату Бальгаф ва Аззана Насир бін Абдалла аль-Вагіді (1948–1967) вдалося об'єднати під своєю верховною владою всі держави Вагіді в єдиний султанат, 23 жовтня 1962 об'єднана держава прийняла історичну назву — Султанат Вагіді.
У 1962 територія султанату Вагіді, крім вілаєта Вагіді Бір Алі Амакін, увійшла в склад заснованої британцями Федерації Південної Аравії, а територія Вагіді Бір Алі Амакін включена в британський Протекторат Південної Аравії.
У 1967 монархія в Вагіді скасована, а територія держави увійшла до складу Народної Республіки Південного Ємену.

## Султани і гакіми Вагіді (?-1830,1962–1967) та Бальгаф ва Аззана Аль-Вагіді (1881–1962)

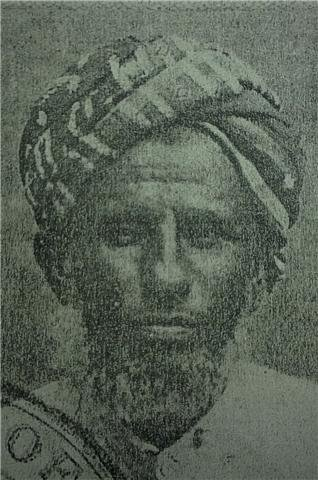
Султан Бір Алі Амакін Насир бін Таліб аль-Вагіді (1916–1940)

- близько 1640–1670 султан Саліг I бін Насир аль-Вагіді
- близько 1670–1706 султан Гаді I бін Саліг аль-Вагіді
- 1706–1766 султан Гасан бін Гаді аль-Вагіді
- 1766–1771 султан Гусейн бін Гасан аль-Вагіді
- 1771–1771 султан Саїд бін Гасан аль-Вагіді
- 1771–1810 султан Агмад бін Гаді аль-Вагіді
- 1810–1830 султан Абдалла I бін Агмад аль-Вагіді
- 1881–1885 султан Абдалла II бін Умар аль-Вагіді
- 1885–1892 султан Гаді II бін Саліг аль-Вагіді
- 1892–1893 султан Мугсин I бін Саліг аль-Вагіді
- 1893–1904 султан Саліг II бін Абдалла аль-Вагіді
- 1904–1919 султан Мугсин I бін Саліг аль-Вагіді
- 1919–1948 султан Алі I бін Гусейн аль-Вагіді
- 1948–1948 султан Алі II бін Мухсин аль-Вагіді
- 1948-19.02.1967 султан Насир бін Абдалла аль-Вагіді
- 20.02.-08.1967 Хакім Алі III бін Магомет бін Саїд аль-Вагіді